# Superliga Sârbă 2009-2010
Superliga Sârbă 2009-2010 a fost al patrulea sezon de la stabilirea SuperLigii Sârbe. 

## Clasament
| Poz | Echipa                   | MJ | V  | E  | Î  | GM | GP | G   | Pct | Promovare sau retrogradare                                        |
| --- | ------------------------ | -- | -- | -- | -- | -- | -- | --- | --- | ----------------------------------------------------------------- |
| 1   | Partizan (C)             | 30 | 24 | 6  | 0  | 63 | 14 | +49 | 78  | Liga Campionilor 2010-11 Turul doi preliminar                     |
| 2   | Steaua Roșie Belgrad     | 30 | 23 | 2  | 5  | 53 | 17 | +36 | 71  | UEFA Europa League 2010–11 Runda a III a de calificare 1          |
| 3   | OFK Beograd              | 30 | 15 | 5  | 10 | 38 | 33 | +5  | 50  | UEFA Europa League 2010–11 Runda a II a de calificare             |
| 4   | Spartak Zlatibor Voda    | 30 | 14 | 7  | 9  | 34 | 27 | +7  | 49  | UEFA Europa League 2010–11 Runda a II a de calificare             |
| 5   | Vojvodina                | 30 | 13 | 6  | 11 | 51 | 30 | +21 | 45  |                                                                   |
| 6   | Jagodina                 | 30 | 12 | 7  | 11 | 38 | 34 | +4  | 43  |                                                                   |
| 7   | Javor Ivanjica           | 30 | 8  | 14 | 8  | 22 | 23 | −1  | 38  |                                                                   |
| 8   | Rad                      | 30 | 10 | 7  | 13 | 38 | 39 | −1  | 37  |                                                                   |
| 9   | Metalac Gornji Milanovac | 30 | 10 | 5  | 15 | 24 | 39 | −15 | 35  |                                                                   |
| 10  | Smederevo                | 30 | 8  | 10 | 12 | 23 | 30 | −7  | 34  |                                                                   |
| 11  | Borac Čačak              | 30 | 9  | 7  | 14 | 21 | 34 | −13 | 34  |                                                                   |
| 12  | BSK Borča                | 30 | 9  | 6  | 15 | 27 | 37 | −10 | 33  |                                                                   |
| 13  | Čukarički                | 30 | 9  | 5  | 16 | 25 | 46 | −21 | 32  |                                                                   |
| 14  | Hajduk Kula              | 30 | 7  | 9  | 14 | 28 | 40 | −12 | 30  |                                                                   |
| 15  | Napredak Kruševac (R)    | 30 | 7  | 8  | 15 | 30 | 44 | −14 | 29  | Retrogradare în Format:Fb competiție 2010-11 Serbian First League |
| 16  | Mladi Radnik (R)         | 30 | 5  | 10 | 15 | 19 | 47 | −28 | 25  | Retrogradare în Format:Fb competiție 2010-11 Serbian First League |

Sursa: SuperLiga
Reguli de clasare: 
1) puncte; 2) diferența de goluri; 3) goluri marcate.
1Red Star Belgrade as 2009–10 Serbian Cup winners have qualified for the third qualifying round of the UEFA Europa League.
POZ = Poziția în clasament; (C) = Campioană; (R) = Retrogradată; (P) = Promovată; (E) = Eliminată; (O) = Câștigătoare de play-off; (A) = Avansează în runda următoare. 
Aplicabil doar când sezonul nu este terminat: 
(Q) = Calificare în faza competiției indicată; (TQ) = Calificare în competiție, dar încă nu în faza indicată; (RQ) = Calificată în competiția de retrogradare indicată; (DQ) = Descalificată din competiție.